# Патріотичний фронт (Замбія)
Патріотичний фронт — урядова політична партія в Замбії. Засновником партії був Майкл Сата. Після кількох років в опозиції партія за результатами виборів 2011 року пробилась до влади. Патріотичний фронт є консультативним членом Соціалістичного інтернаціоналу.